# Cornivuelto

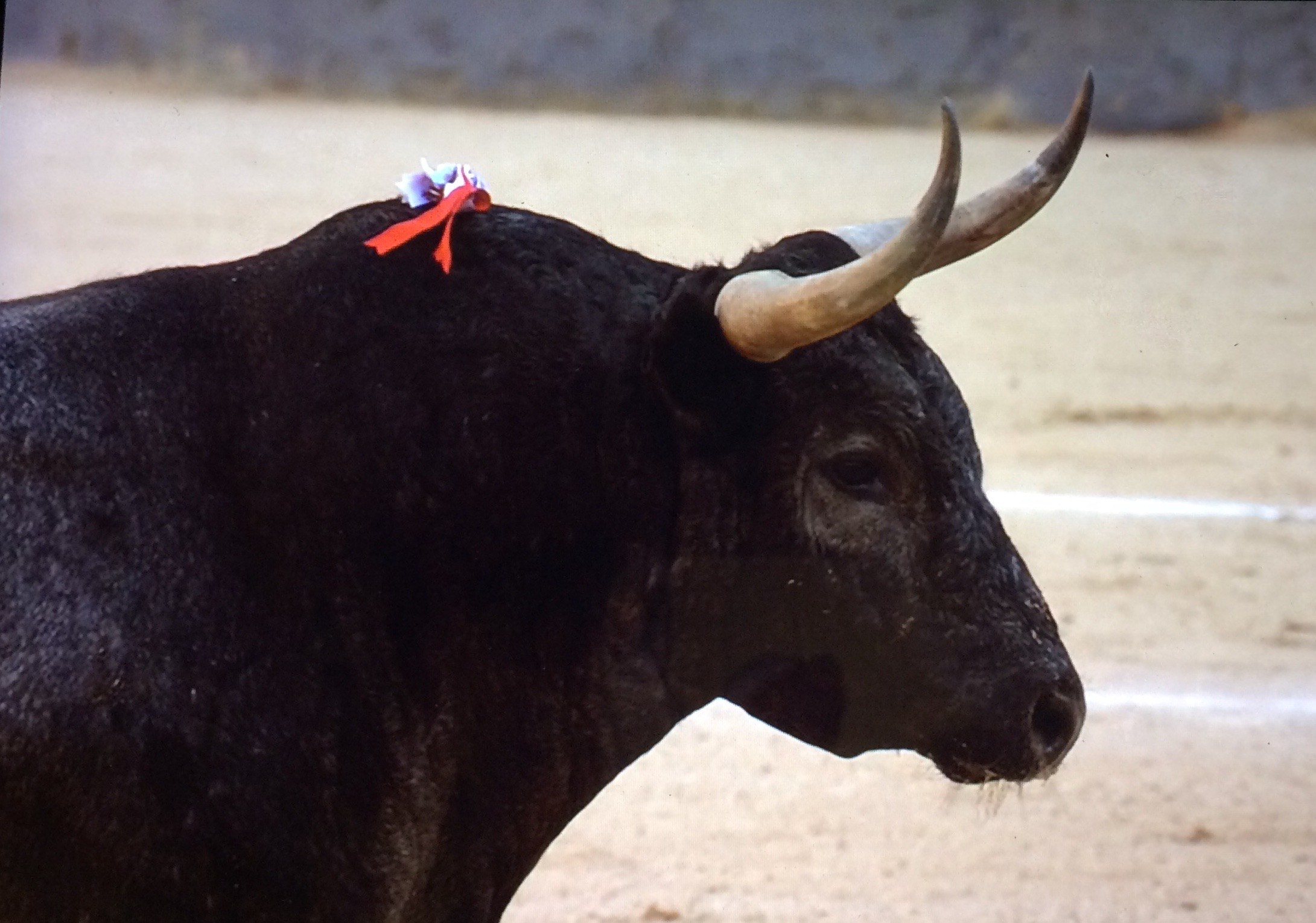
Toro de lidia cornivuelto

Cornivuelto es el nombre que recibe el toro que tiene vueltas hacia atrás las puntas de los pitones. La salida y la curva inicial del asta mantienen su forma y dirección normal es decir, deben ser fuertes y bien pulidos, puntiagudos y bien colocados. Se consideran bien colocados los cuernos con dirección lateral primero; luego deben seguir hacia delante y al final girar hacia arriba. Los cornivueltos se clasifican dentro de los diferentes aspectos de la cornamenta, según la disposición y a la dirección de los pitones. A este tipo de toros se los conoce también como vueltos.

Así lo menciona el semanario El Ruedo en 1951:

«La tarde de ayer el primer toro que salió por la puerta de toriles de ese coso taurino se llamó "Manteño". Era de la ganadería de Vista Hermosa, negro mulato, estaba marcado con el número diez y era delantero y cornivuelto y de buena romana»

Paco Media-Luna menciona el término vueltos en 1878:

«Diablo era jabonero de color y alto y vuelto de cuernos, distinguiéndose por ser lo más cobarde, lo más huido y lo más blando que ha salido á la plaza»

## Definición de la RAE
La Real Academia no contempla cornivuelto como acepción. 
El término cornivuelto se forma de las palabras cuerno, definido por la RAE como: «prolongación ósea cubierta por una capa epidérmica o por una vaina dura y consistente, que tienen algunos animales en la región frontal»  y volver, verbo intransitivo  que significa, entre otras acepciones, torcer o dejar el camino o línea recta.   
El Gran Diccionario de la Lengua Española de Larousse Editorial (2016),  define como cornivuelto al adjetivo con el que en tauromaquia se  refiere  a  la  res  vacuna  que  tiene  las  puntas  de  los  cuernos  vueltas  hacia  atrás. El mismo diccionario describe el prefijo Corni- como un componente  de palabra  procedente  del  latín cornu y  que  significa  cuerno cornígero; corniforme.

## Definición especializada
Cornivuelto es el nombre que se le da a los toros y a la res vacuna cuando los pitones o puntas de las astas están vueltas hacia atrás. José Sánchez de Neira comenta que el cornivuelto es un toro de lidia válido, pero que deberían quedarse para novilladas o plazas de segundo orden. Este tipo de cuernos presentan poco peligro cuando el toro lleva la cabeza alta.

La encornadura es uno de los elementos que ofrece el ganado vacuno para su distinción. Los cuernos o astas pueden variar de una res a otra por su forma, volumen, longitud, dirección, color, estado, separación, y por las diferentes anomalías, desigualdades y mutilaciones que pueden presentar las astas en  algunas ocasiones. El tipo de cornamenta es una parte de la morfología del toro que componen el Trapío. Paquiro al respecto de la presentación y el trapío, en 1836, indicaba que:
«Para que un toro sea fino ha de reunir...los cuernos fuertes, pequeños, iguales y negros...generalmente cada provincia y aún cada casta tiene un trapío particular...»

## Encastes
Toros cornivueltos pueden encontrarse entre los siguientes encastes:

### Casta Navarra
Ejemplares con predominio cornivueltos entre otros tipos.

### Encaste Albaserrada
Ejemplares cornivueltos entre otros tipos.

### Encaste Conde de la Corte
Ejemplares cornivueltos entre otros tipos.

### Encaste Saltillo
Ejemplares  cornivueltos entre otros tipos.